# Corniche d'Or
Pour les articles homonymes, voir Route en corniche.
La corniche d'Or, ou corniche de l’Esterel, est une route qui longe la côte méditerranéenne le long du massif de l'Esterel entre Fréjus (Var) et Mandelieu-la-Napoule (Alpes-Maritimes).

## Historique
Depuis l'époque romaine et jusqu'à la fin du XIXe siècle, on n'allait de Fréjus à Cannes qu'en traversant le massif de l'Esterel. Le 11 avril 1903 , une route est enfin construite en bord de mer à l’initiative du Touring Club de France (TCF) et avec l'appui de la Compagnie des chemins de fer de Paris à Lyon et à la Méditerranée. La réalisation de cette voie doit beaucoup au président du TCF Abel Ballif, qui construit sa résidence au bord de cette route. C'est une route touristique, avec de nombreux virages, qui recoupe plusieurs fois l'itinéraire de la voie ferrée, mais sans aucun passage à niveau.

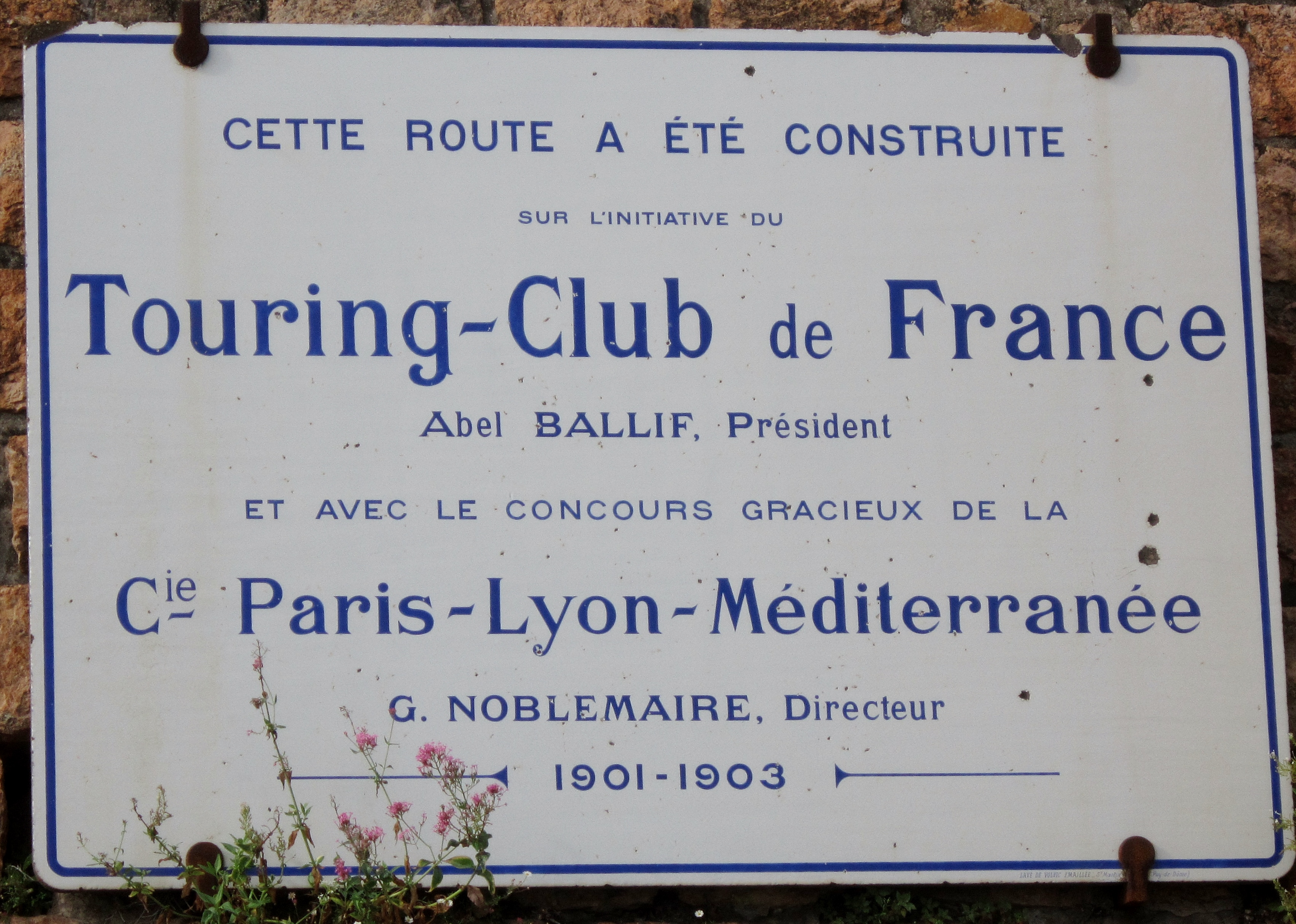
Théoule-sur-Mer : plaque commémorative de la construction de la route de la Corniche d'Or.

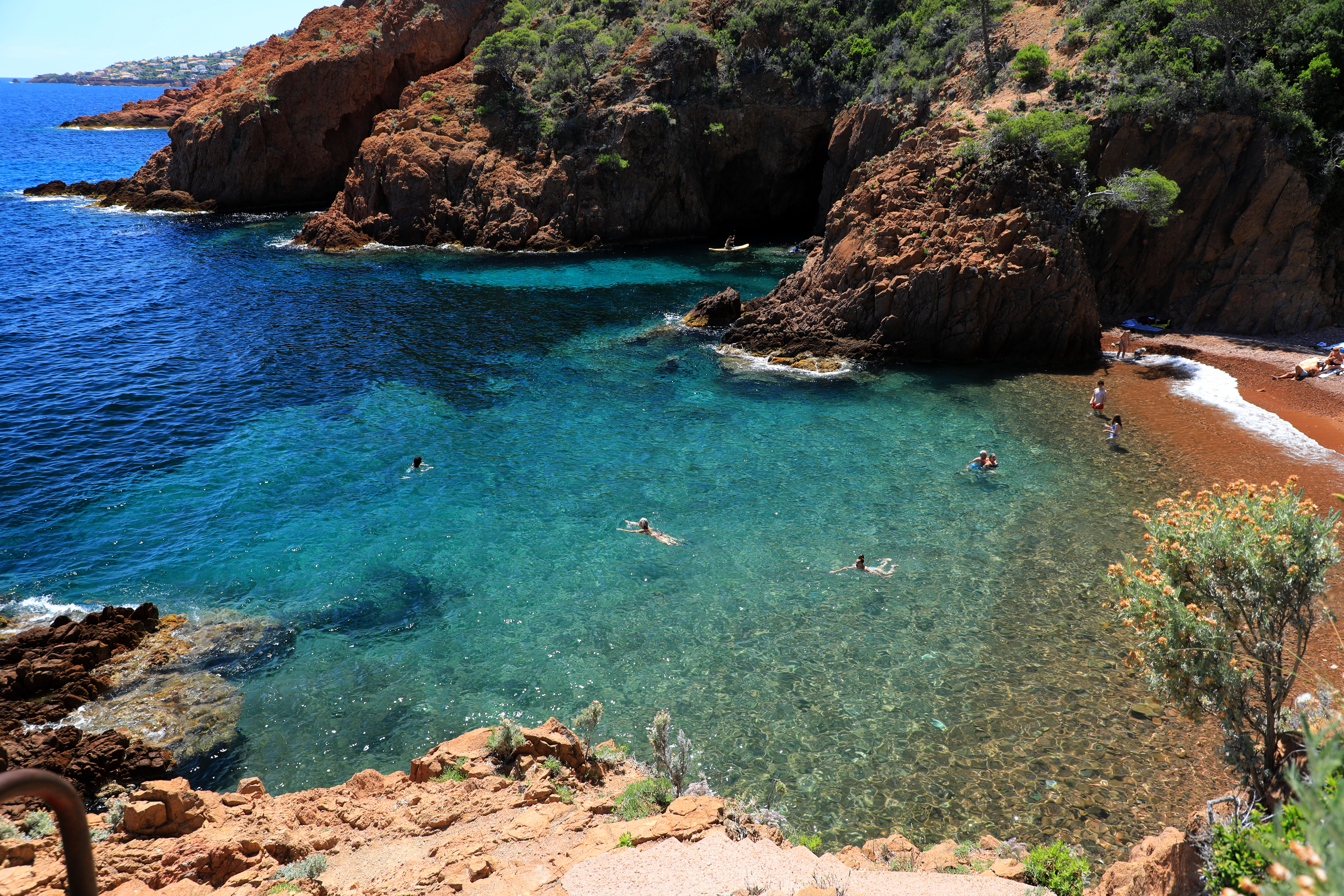
L’une des nombreuses calanques de la corniche d’or.

Elle est intégrée, en 1904, à la N 7, en remplacement de l'itinéraire que celle-ci suivait jusque-là de Fréjus à Mandelieu par l'intérieur du massif. En 1937, la circulation sur ce tracé étant devenue trop importante, la nationale 7 reprend son itinéraire initial, et la route de la corniche est intégrée à la N 98.
En 2006, la route est déclassée en départementale, et prend la dénomination D 559 dans le Var et D 2098, puis D 6098, dans les Alpes-Maritimes.

## La corniche d'or et le cinéma
De nombreux films ont eu partiellement la corniche d'or comme décor : Atoll K de John Berry et Léo Joannon, Le Corniaud de Gérard Oury, Le Clan des Siciliens d'Henri Verneuil, L'Arnacœur de Pascal Chaumeil, notamment.
Un épisode de l'émission de télévision Wheeler Dealers France, diffusé le 28 novembre 2019, a pour cadre la corniche d'Or sur laquelle Gerry Blyenberg procède à l'essai d'une Porsche 911.

## Galerie

Paysages le long de la corniche
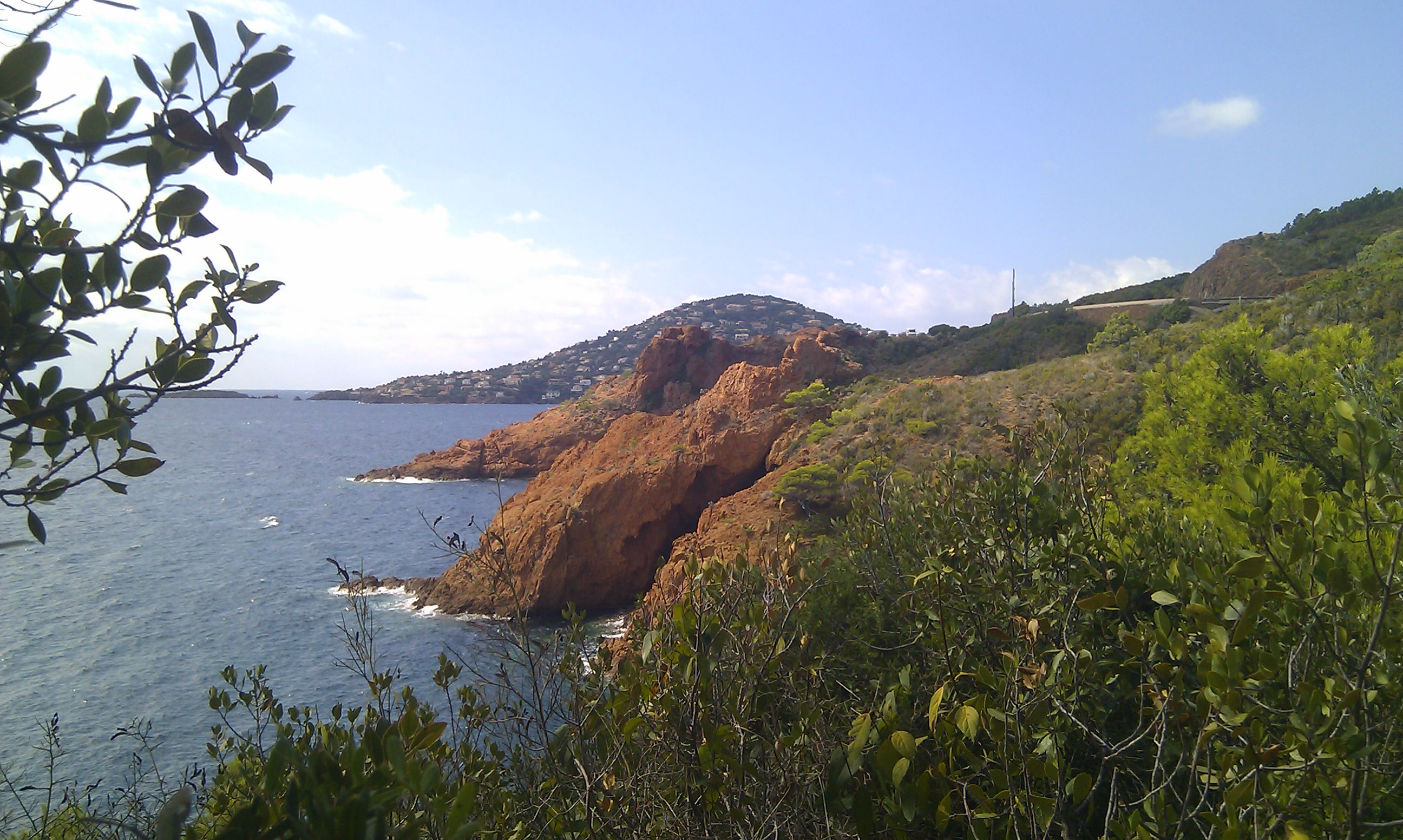
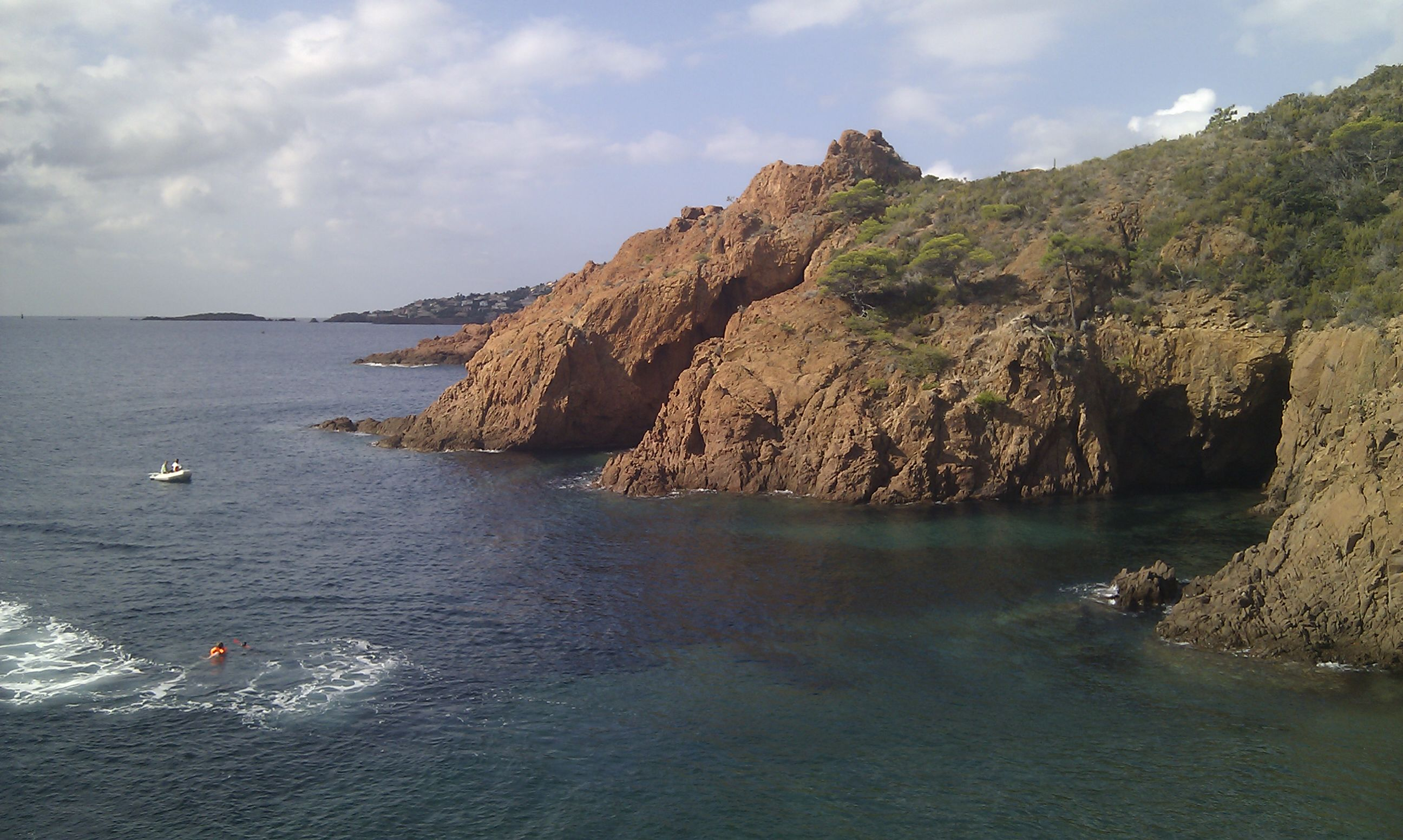
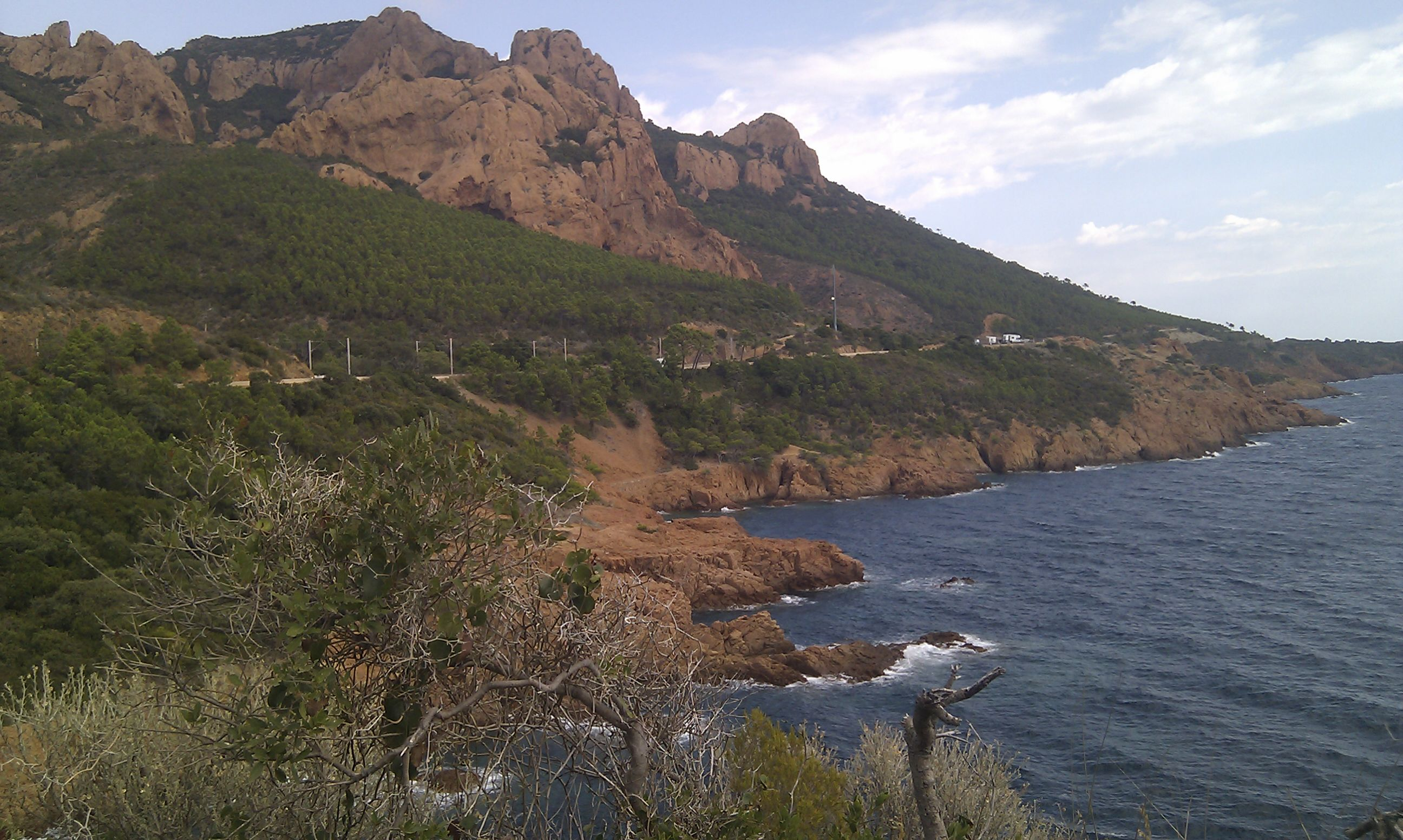
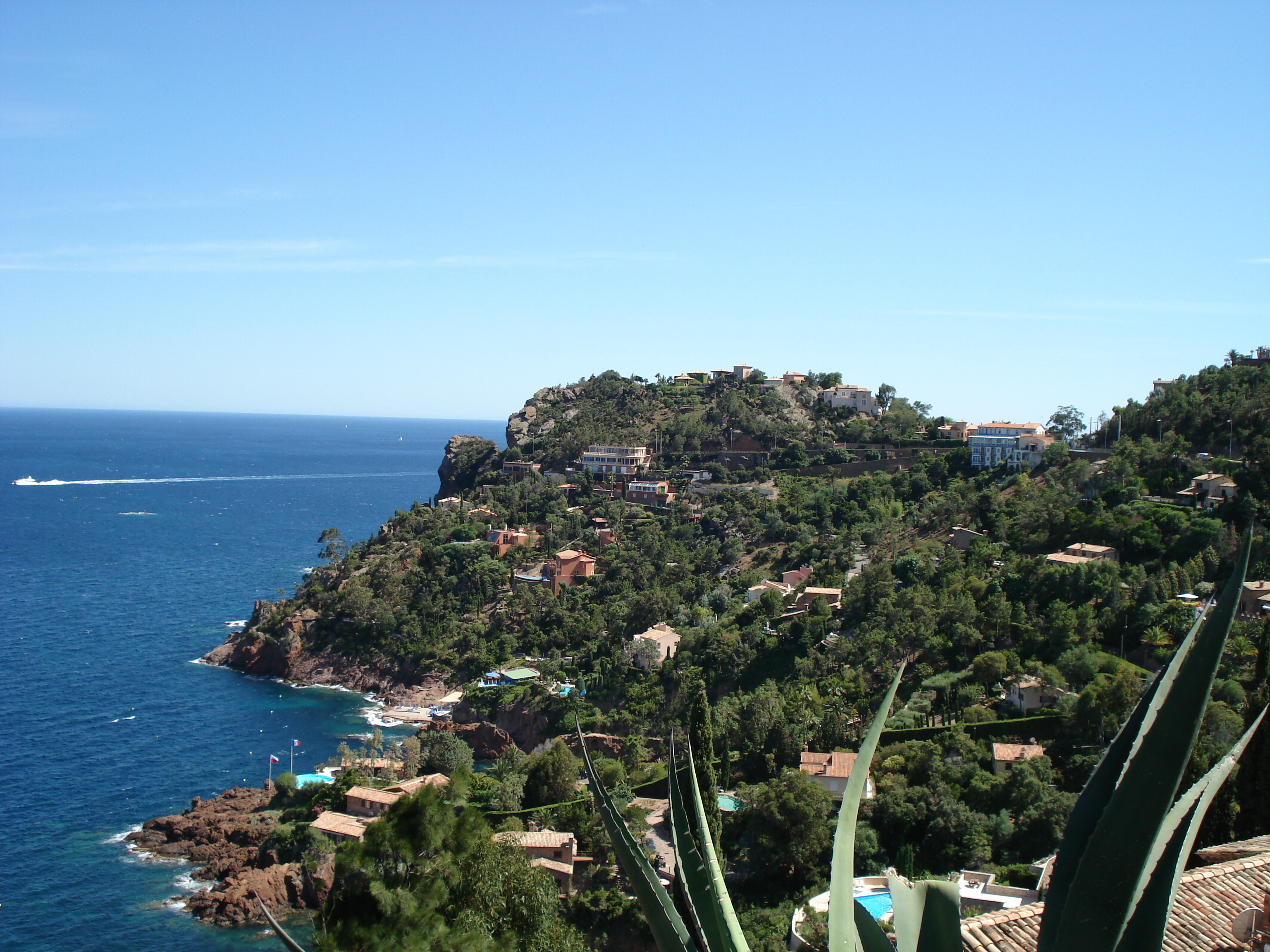
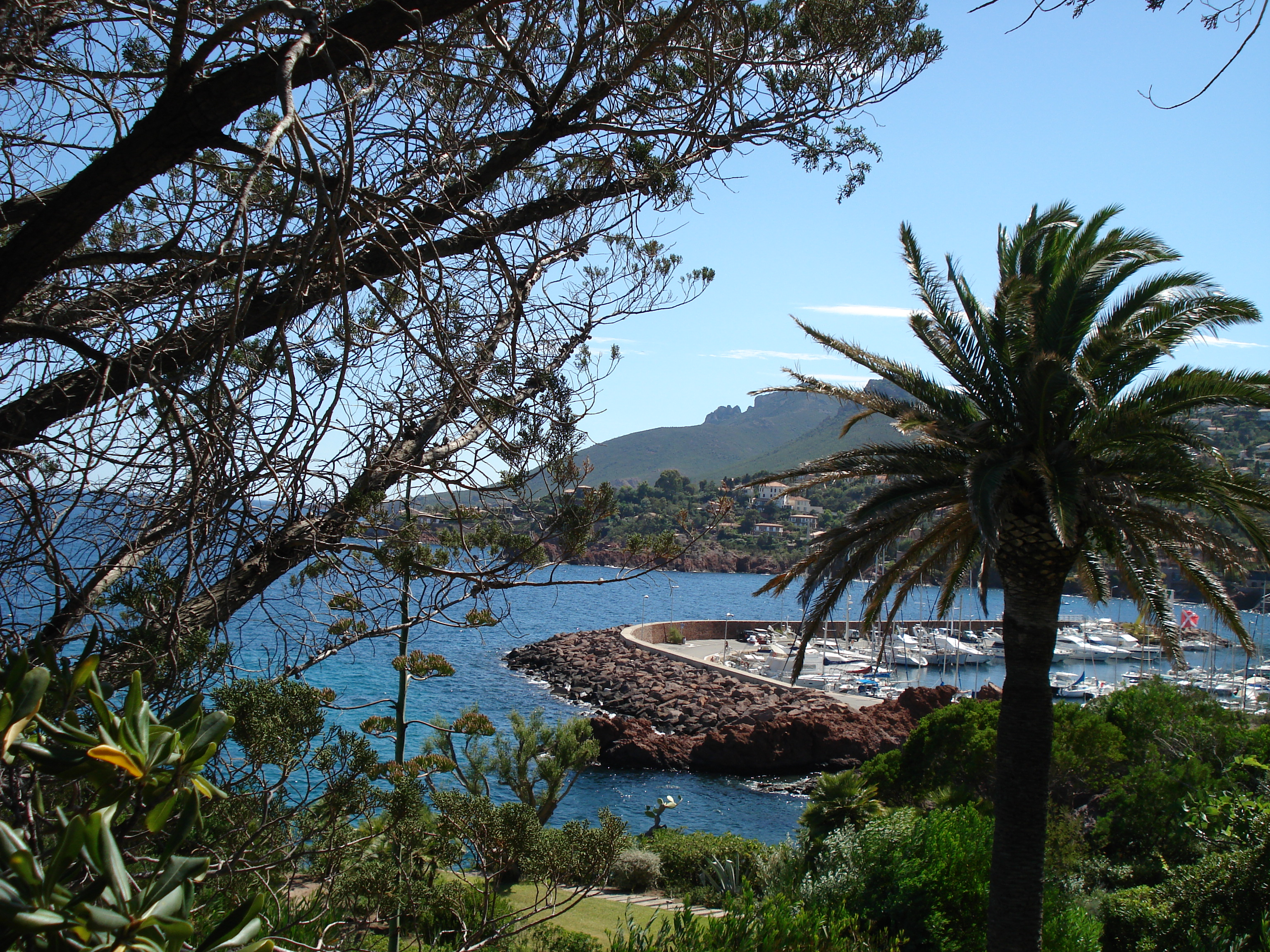
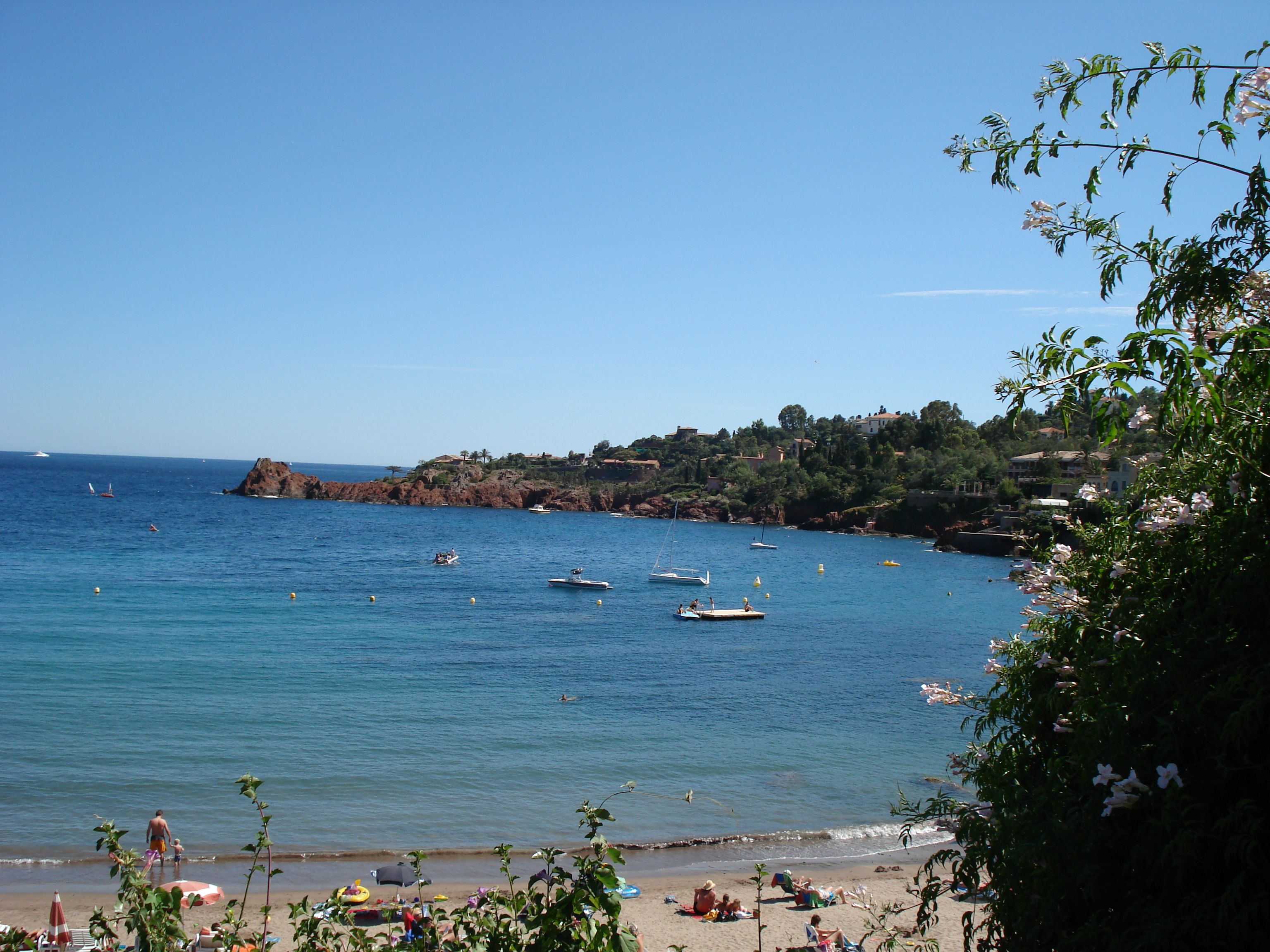